# Processuele archeologie
Processuele archeologie, aanvankelijk New Archaeology, is een archeologische methode die culturen en culturele processen holistisch probeert te benaderen. Deze richting ontstond in de jaren 1960 en betrok daarin onder meer ecologie, menselijke aanpassing en de wisselwerking tussen deze factoren.

## Theorievorming
Tot de jaren 1960 ontbrak het de archeologie volgens critici aan een achterliggende theorie. De tot dan heersende cultuurhistorische archeologie legde een verband tussen archeologische culturen – een materieel patroon van gelijksoortige artefacten – en immateriële etniciteit en culturen, daarmee veelal een verband leggend tussen veronderstelde oude volkeren en moderne natiestaten en daarmee een nationalistische geschiedschrijving dienend. In reactie hierop schreven Gordon Willey en Philip Phillips in 1953 en 1955 twee artikelen die in 1958 in aangepaste vorm werden uitgegeven als Method and Theory in American Archaeology. Daarin legden zij een sterk verband met antropologie, vooral omdat er in Amerika veel minder historische bronnen beschikbaar zijn dan in de Oude Wereld. Waar Frederic William Maitland in zijn toespraak The Body Politic uit 1899 had gesteld My own belief is that by and by anthropology will have the choice between being history and being nothing, stelden zij daarom parafraserend American archaeology is anthropology or it is nothing.
Willey en Phillips zagen antropologie als een mengsel van zowel unieke als terugkerende gebeurtenissen met een zeer complexe wisselwerking. Hoewel terugkerende gebeurtenissen minder vaak voorkomen dan unieke gebeurtenissen, zagen zij voor zowel antropologie als voor antropologie het doel van het ontdekken van regelmatigheden. Om deze te ontdekken, zagen zij de vergelijkende methode als de aangewezen manier om deze regelmatigheden te ontdekken. Dat ging in tegen de tot dan heersende ideeën van antropoloog Franz Boas die met zijn historisch particularisme juist het belang van de unieke culturen met hun unieke gebeurtenissen benadrukte. Hij had zich juist afgezet tegen het eerdere idee van een unilineaire of eenlijnige evolutie, ofwel een universeel geldende ontwikkeling richting een steeds complexere en geavanceerdere samenleving. Hoewel dit eenzijdige beeld niet terugkeerde, ontstond er wel een nieuwe richting die net als Willey en Phillips op zoek gingen naar overeenkomsten om zo de culturele evolutie te achterhalen. De antropoloog Julian Steward met zijn ideeën over multilineaire evolutie en culturele ecologie was daarbij van grote invloed.
Willey en Phillips onderscheidden drie niveaus van wetenschappelijke analyse: observatie, beschrijving en verklaring. Zij stelden vast dat het archeologische werk zich tot dan vooral op de eerste twee niveaus afspeelde en dat er nauwelijks aandacht was voor verklarende theorieën en generaliseringen:
So little work has been done in American archaeology on the explanatory level that it is difficult to find a name for it.
Zij legden juist de nadruk op dit derde niveau en gaven daarbij processen een centrale rol. Dit maakte dat er ook anders gezocht moest worden op de niveaus daaronder. Hier werd de wetenschappelijke methode van belang, zoals bij het bestuderen van klimatologische en geologische veranderingen. Het positivistische idee dat het verleden gekend kon worden door empirisch onderzoek speelde een belangrijke rol in de processuele archeologie en de latere kritiek daarop.
In 1962 publiceerde de archeoloog Lewis Binford 'Archaeology as Anthropology' in American Antiquity waarin hij voortborduurde op Willey en Phillips en de doelen uiteen zette waaraan processuele archeologie moest voldoen. De antropoloog Alfred L. Kroeber had al in 1936 gesteld:
The essential qualities of the genuine scientific approach are, first, that it seeks understanding as an end in itself, second, that in seeking this understanding it insists on starting from and with phenomena; and, third, that as it achieves success it destroys the phenomena as phenomena by transmuting them into abstract concepts — laws, constants, mathematical relations, and the like.
Binford zocht de verklaring aanvankelijk in de theorie van middelbare reikwijdte, daarmee het probleem van de grand theory omzeilend uit de periode van het idee van een unilineaire evolutie.

## Kritiek
De grote nadruk op processen en omgeving leidden tot een kritiek dat er vooral aandacht was voor materiële cultuur in de processuele archeologie, terwijl de mens vergeten werd. Analoog aan het structure-agency-debat zoals dat ook in andere sociale wetenschappen werd gevoerd, werd gesteld dat agency – het potentieel tot handelen – hier vrijwel geen rol meer speelde. Hierop volgden pogingen om de archeologie in een sociale context te plaatsen. Daarnaast kwam er vanuit het postmodernisme aandacht voor andere perspectieven, zoals gender en marxisme. Archeoloog Ian Hodder speelde een belangrijke rol in de vorming van deze postprocessuele of contextuele archeologie.